# Orde van Oranje-Nassau
De Orde van Oranje-Nassau is een Nederlandse ridderorde, ofwel een koninklijke onderscheiding, die zes ridderlijke graden kent. Een benoeming in de orde wordt verleend wegens bijzondere verdiensten jegens de samenleving. Daarbij wordt met name gedacht aan vrijwilligers, maar ook iemand die in het werk bijzondere prestaties kan worden benoemd. Daarnaast spelen onderscheidingen ook een rol in het diplomatieke verkeer met andere landen.
De onderscheiding wordt uitgereikt door de burgemeester van de woonplaats van de gedecoreerde, maar soms ook door de gezaghebber of de commissaris van de Koning of door een minister. Op Bonaire, Sint Eustatius en Saba wordt de onderscheiding uitgereikt door de Rijksvertegenwoordiger voor de openbare lichamen. De uitreiking van de onderscheiding geschiedt in Aruba, Curaçao en Sint Maarten door of namens de Gouverneur.
De verlening van een onderscheiding wordt binnen een maand na verlening gepubliceerd in de Staatscourant.

## Voorwaarden voor het ontvangen van een onderscheiding
Van verdiensten is sprake indien iemand zich geruime tijd ten bate van de samenleving heeft ingespannen of anderen heeft gestimuleerd, of wanneer iemand één of meer opvallende prestaties heeft geleverd of werkzaamheden heeft verricht die voor de samenleving een bijzondere waarde hebben (artikel 2 van het Reglement op de Orde van de Nederlandse Leeuw en de Orde van Oranje-Nassau).
Het gaat bijvoorbeeld om maatschappelijk en cultureel vrijwilligerswerk. Het gaat dan niet alleen om bestuurders, maar ook om mensen die door hun inzet verenigingen draaiend houden en organisaties toegankelijk maken voor de samenleving. Militairen ontvangen de Orde van Oranje-Nassau "met de Zwaarden", wat inhoudt dat zij in plaats van een gouden of zilveren lauwerkrans een paar gekruiste zwaarden in de armen van het kruis dragen. Ook op de vroegere eremedailles voor militairen werd de lauwerkrans door zwaarden vervangen.
In het kader van staatsbezoeken worden ook personen met een niet-Nederlandse nationaliteit benoemd in de Orde van Oranje-Nassau. Een dergelijke benoeming is een uiting van waardering van het Nederlandse staatshoofd voor het staatshoofd van de vreemde mogendheid. Vertrekkende ambassadeurs worden soms onderscheiden met het grootkruis van de Orde van Oranje-Nassau. In dat geval zijn er reciprociteitsafspraken gemaakt, inhoudende dat ook de vreemde mogendheid een vertrekkende Nederlandse ambassadeur een onderscheiding verleent. De koning der Nederlanden is grootmeester van de orde. De regering laat zich bij het administreren van de orde bijstaan door de Kanselier van de Nederlandse Ridderorden en zijn Kanselarij der Nederlandse Orden. Anders dan de Militaire Willems-Orde en de Orde van de Nederlandse Leeuw heeft de Orde van Oranje-Nassau nooit een eigen kanselier of kanselarij gekend. Er is ook nooit een eigen kapittel geweest.

## Rangorde

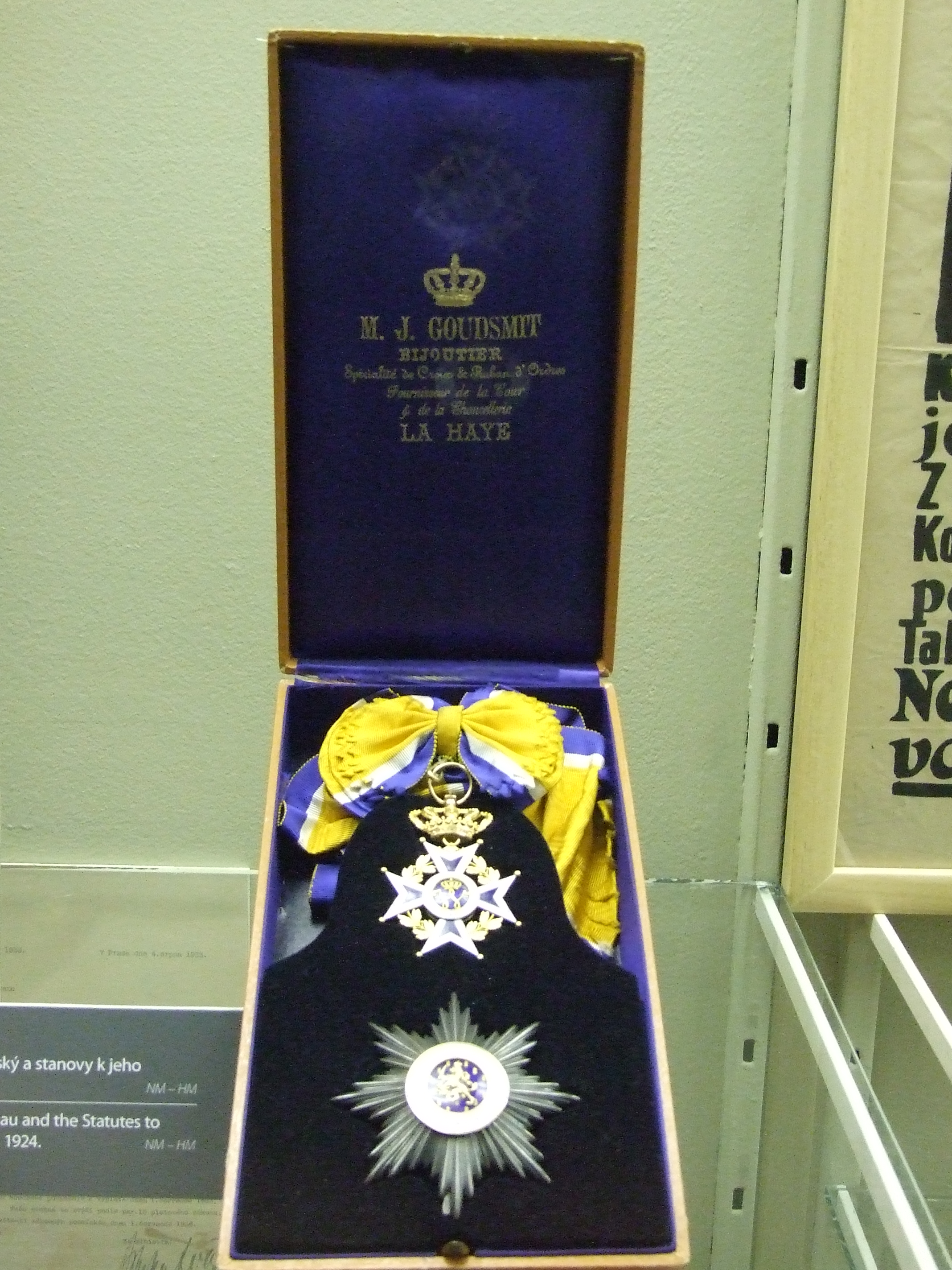
Ridder Grootkruis in de Orde van Oranje-Nassau

De onderscheidingen zijn van hoog naar laag:
1. Ridder Grootkruis: Het ordeteken aan een grootlint over de rechterschouder alsmede een achtpuntige zilveren ster.
2. Grootofficier: Het ordeteken aan een halslint (bij mannen) of strik (bij vrouwen), alsmede een vierpuntige zilveren ster in de vorm van een ruitvormige plaque.
3. Commandeur: Het ordeteken aan een halslint (bij mannen) of strik (bij vrouwen).
4. Officier: Het ordeteken aan een lint of strik waarop een rozet.
5. Ridder: Het ordeteken aan een lint of strik.
6. Lid: Een iets kleiner ordeteken aan een lint of strik.

Het ordeteken van de vier hoogste graden is uitgevoerd in verguld zilver, dat van de vijfde en zesde is uitgevoerd in zilver.
Het lint is oranje tussen twee strepen van Nassaus blauw, de kleuren gescheiden door een smalle witte streep.
Tot 1994 werden ook ere-medailles uitgereikt in goud, zilver en brons, die toen werden vervangen door de rang Lid.

### Versierselen

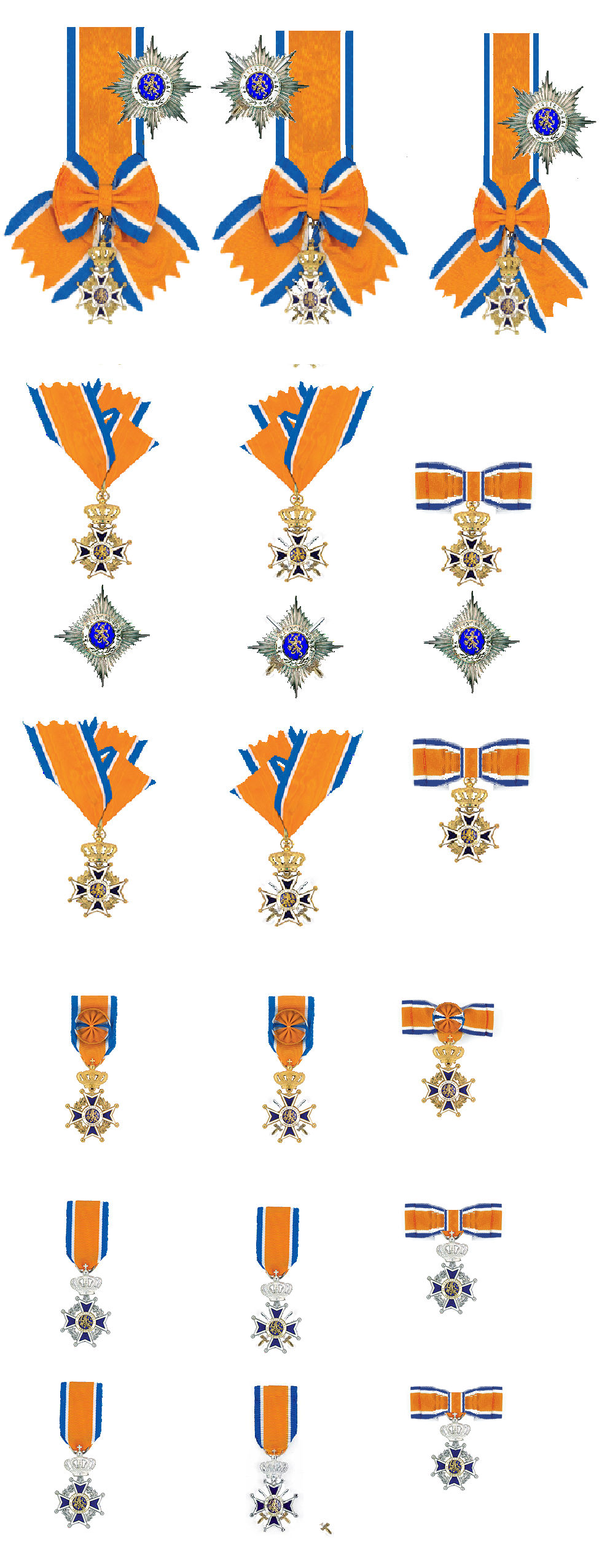
De Orde in 2012 met v.l.n.r.: modelversiersel, onderscheiding "met de Zwaarden" en damesversiersel.
Van boven naar beneden:
- Ridder Grootkruis, met ster
- Grootofficier, met ster
- Commandeur
- Officier
- Ridder
- Lid

De versierselen zijn sinds de instelling van de orde niet veranderd, met uitzondering van de ere-medailles die zijn vervangen door de rang lid. De vorm van de versielen zijn gedetailleerd in een reglement vastgelegd.
Voor de orde moesten stempels worden vervaardigd die overeenkwamen met de modellen die op de kanselarij worden bewaard. Er zijn meerdere fabrikanten geweest en de medailles werden door de Rijksmunt in Utrecht geslagen en geassembleerd.
De linten worden van zijde geweven. 

Bij de decoratie ontvangt de persoon naast de versielen ook een draaginsigne, die qua ontwerp verschillen naargelang de rang. De gedecoreerde kan ook een tegen betaling een miniatuur onderscheiding aanschaffen. De persoon ontvangt tevens een oorkonde.

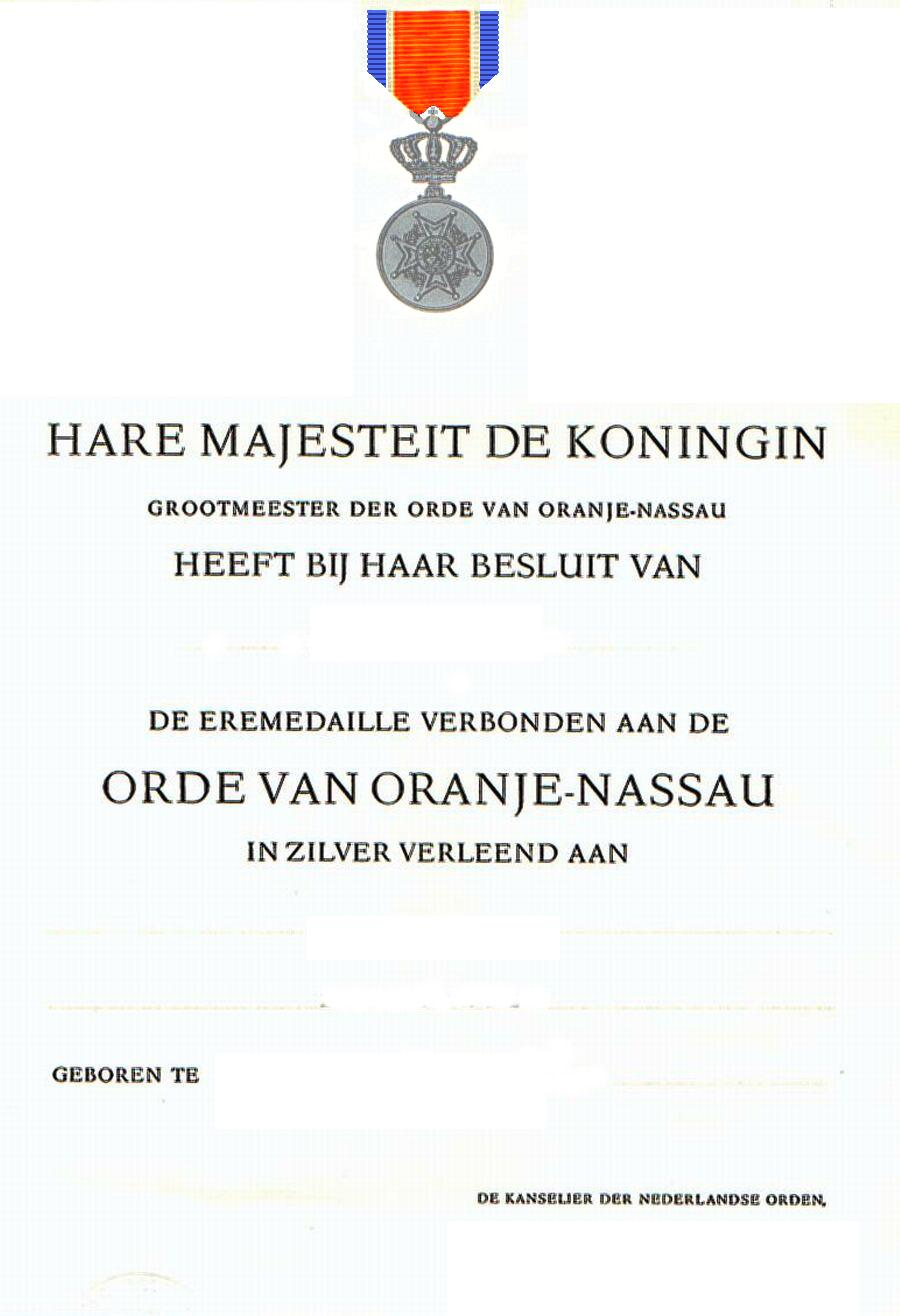
Oorkonde medaille, periode Koningin Beatrix
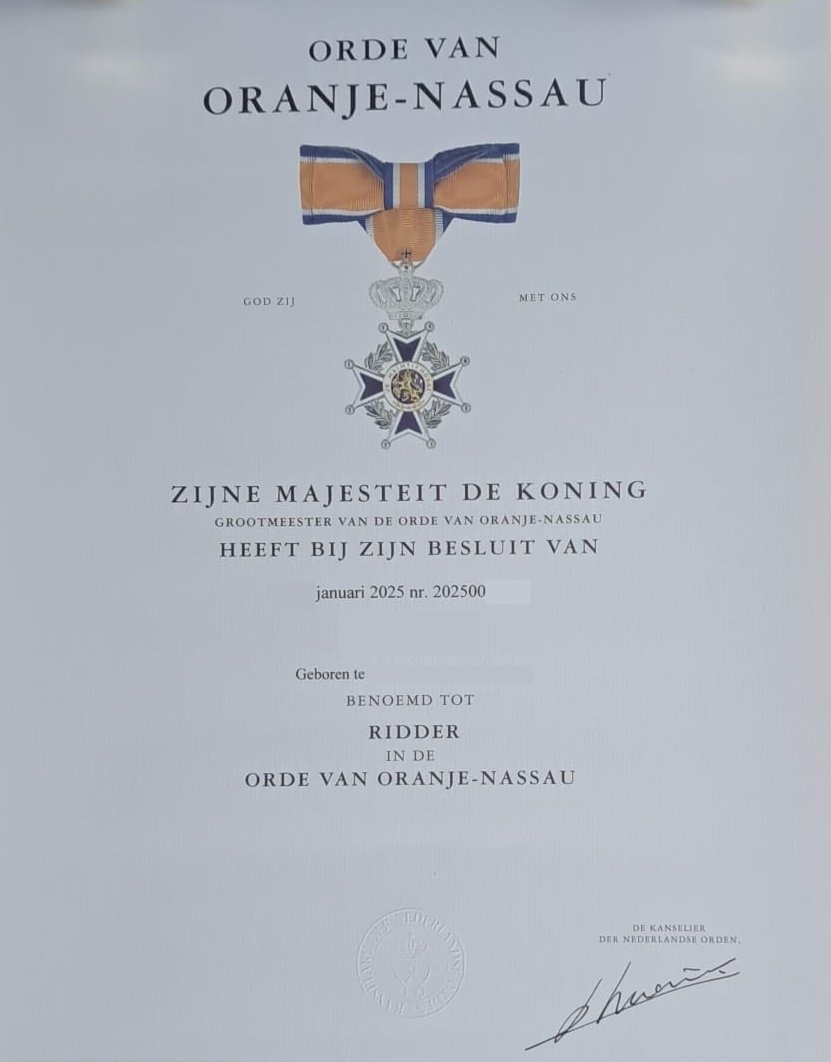
Oorkonde Ridder, 2025, periode Koning Willem Alexander

### Voorschriften voor het dragen
Er zijn voorschriften voor het dragen van de versielen, de draaginsignes en de miniaturen. De versierselen mogen alleen gedragen worden bij officiële gelegenheden. Het miniatuur mag bij feestelijke gelegenheden gedragen worden. Het draaginsigne is voor dagelijks gebruik. In alle gevallen geldt dat er tevens passende kleding bij gedragen moet worden. Voor mannen is dat in 2025 een pak of colbert, al dan niet met stropdas. Voor dames is dat bijvoorbeeld een jasje, een pak, een jurk, of rok met blouse. Het is strafbaar om de officiële kentekenen te dragen als iemand daar niet toe gerechtigd is.
Iemand die gevangen zit vanwege een rechterlijke veroordeling mag de onderscheiding niet dragen. De onderscheiding vervalt als iemand onherroepelijk is veroordeeld tot een gevangenisstraf van ten minste een jaar.

### Borgsom en teruggaveplicht
De verguld zilveren of zilveren versierselen zijn niet bijzonder kostbaar. Nabestaanden mogen voor een vastgestelde borgsom in het bezit van de versierselen blijven. Voor de versierselen van een Ridder Grootkruis in de Orde van Oranje-Nassau betaalt men 2147 euro, een Grootofficier in de Orde van Oranje-Nassau 2015 euro, een Commandeur in de Orde van Oranje-Nassau 703 euro, een Officier in de Orde van Oranje-Nassau 372 euro, een Ridder in de Orde van Oranje-Nassau 348 euro en een Lid in de Orde van Oranje-Nassau 252 euro. In 2025 bedraagt de borgsom voor Ridder in de Orde van Oranje-Nassau 441 euro.

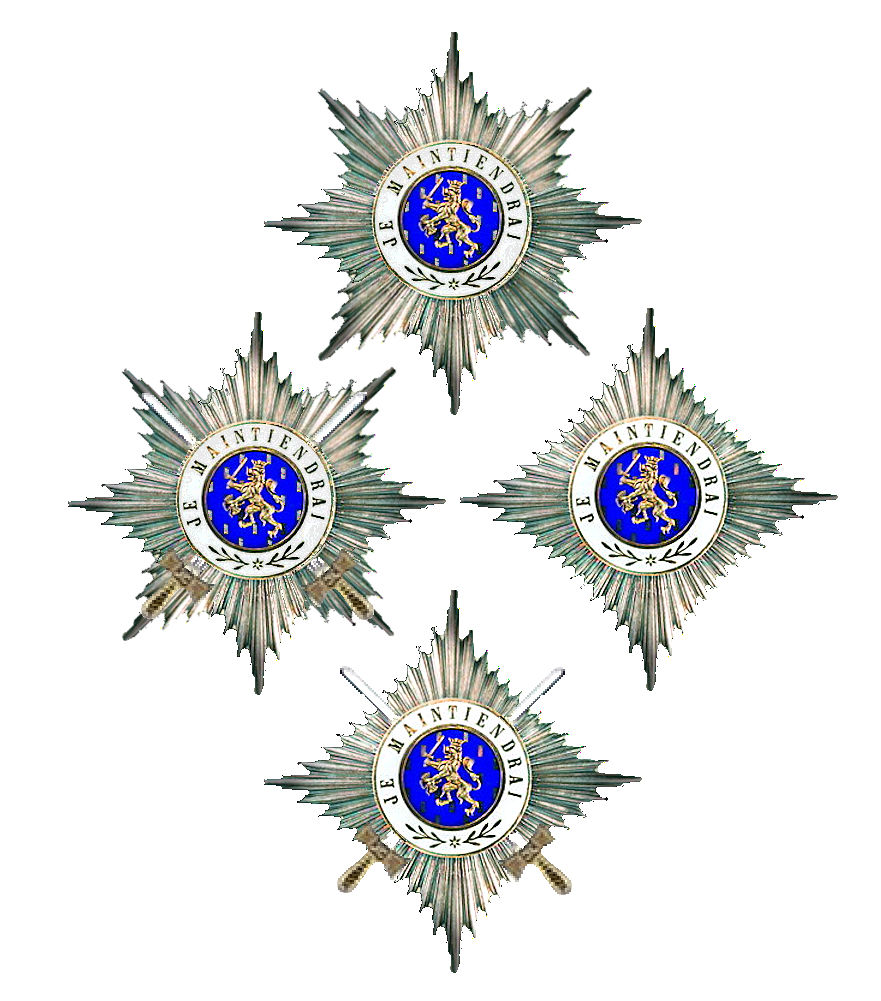
Twee sterren en twee plaques, met en zonder de zwaarden

Ook de Eremedaille moet nog steeds worden teruggestuurd na bevordering of overlijden. Een Eremedaille verbonden aan de Orde van Oranje-Nassau in goud komt op een borgsom van 58 euro, de Eremedaille verbonden aan de Orde van Oranje-Nassau in zilver op 46 euro en de Eremedaille verbonden aan de Orde van Oranje-Nassau in brons op 40 euro.
De Nederlandse koninklijke onderscheidingen (dat wil zeggen de uitreikversierselen) worden door de regering in bruikleen gegeven. De versierselen moeten na een bevordering, een gerechtelijk vonnis of overlijden worden teruggegeven aan de Kanselarij der Nederlandse Orden in Den Haag.
In geval van diefstal of vermissing dient de drager een politieverklaring te zenden aan de Kanselier der Nederlandse Orden. De Kanselier zal vragen om een borgsombedrag te storten, waarna een vervangend versiersel wordt toegezonden.
De teruggaveplicht geldt ook voor vreemdelingen, maar niet iedereen houdt zich daaraan. De grootkruisen en sterren van oud-ambassadeurs worden geregeld op veilingen aangeboden. De handel in de versierselen van de Orde van Oranje-Nassau is niet verboden.

## Procedure voor de aanvraag en verlening
Iedereen kan iemand voordragen voor een onderscheiding. De procedure daarvoor is wettelijk vastgelegd. De details van de procedure zijn iets verschillend voor de verschillende onderdelen van het Koninkrijk. In Nederland moet een voorstel gericht worden aan de burgemeester van de woonplaats van de te onderscheiden persoon. Deze zendt het voorstel met een advies aan de commissaris van de Koning. Die zendt het met zijn advies aan de gezaghebber aan het Kapittel voor de civiele orden. Het Kapittel stelt nog een advies op en stuurt het aan de minister die over de bevording gaat, afhankelijk van de aard van de verdienste van de persoon. De minister doet vervolgens een voordracht voor het koninklijk besluit tot verlening van de onderscheiding. Indien de voordracht meer dan een minister aangaat, wordt het koninklijk besluit tot verlening van de onderscheiding gezamenlijk voorgedragen.
Een voorstel tot verlening van een onderscheiding aan een in Nederland verblijvende buitenlandse diplomaat of buitenlandse militair of een in het buitenland verblijvende persoon, wordt gericht aan de minister van Buitenlandse Zaken. Een voorstel voor onderscheiding van een burgemeester wordt gericht aan de commissaris van de Koning. Een voorstel voor onderscheiding van een commissaris van de Koning wordt gericht aan de burgemeester in diens woonplaats, die het vervolgens met het advies aan het Kapittel stuurt.
Als een minister het advies van het Kapittel niet overneemt, legt deze het voorstel met het advies van het Kapittel voor aan de ministerraad, die over de voordracht besluit. De minister geeft het genomen besluit weer door aan het Kapittel.

## Geschiedenis

### Aanleiding
De Orde van Oranje-Nassau is op 4 april 1892 ingesteld onder koningin-regentes Emma. In 1891 was namelijk de personele unie tussen Luxemburg en Nederland verbroken, omdat Wilhelmina volgens de wetgeving geen Groothertogin van Luxemburg mocht worden. Er waren, behalve de exclusieve Orde van de Nederlandse Leeuw, in Nederland geen onderscheidingen die de regering voor minder belangrijke verdiensten kon verlenen, maar vóór die tijd had de koning de mogelijkheid om ook in Nederland, zij het in zijn hoedanigheid van Groothertog van Luxemburg, de Luxemburgse Orde van de Eikenkroon toe te kennen. Deze orde was in 1841 ingesteld door Willem II. De onderscheidingen van deze orde werden zo vaak aan Nederlanders toegekend dat men in het buitenland wel over een Nederlandse orde sprak. Toen Luxemburg een eigen dynastie kreeg, bestond die mogelijkheid niet meer, en daarom stelde koningin Emma, handelend voor haar minderjarige dochter Wilhelmina, een nieuwe Nederlandse ridderorde in. Het Nederlandse decoratiestelsel bestond vervolgens weer uit twee orden.
De voorbereiding van het door de Nederlandse grondwet voor ordestichtingen vereiste wetsvoorstel heeft veel moeite gekost.
De vele leden van de buitenlandse deputaties bij de begrafenis van Willem III rekenden, naar het gebruik van die tijd, allen op een passende onderscheiding ter herinnering aan hun aanwezigheid. De Nederlandse regering kon met dat gebruik niet breken zonder veel kwaad bloed te zetten.
De enige beschikbare Nederlandse onderscheiding bood geen mogelijkheid om in een door rangen en standen geobsedeerde maatschappij de prinsen, edellieden, grootofficieren, adjudanten, vleugeladjudanten en ambtelijke vertegenwoordigers de onderscheiding te verlenen waar zij recht op meenden te hebben. Zo zouden de adjudanten terecht bezwaar hebben gemaakt wanneer zij net als de lager in aanzien staande vleugeladjudanten het ridderkruis van de Orde van de Nederlandse Leeuw hadden ontvangen. Voor de vleugeladjudanten zou dat gouden kruis een te hoge eer zijn omdat men in het geldende protocol het ridderkruis van de Orde van de Nederlandse Leeuw als een officierskruis was gaan beschouwen. Het commandeurskruis was in veler ogen het equivalent van een Grootofficier.
Ter vergelijking: Pruisen bezat op dat moment de Orde van de Zwarte Adelaar, de Orde van de Rode Adelaar, de Hohenzollernorde en de Kroonorde. Dat leverde de Pruisische protocolchef 19 onderscheidingen op waarmee aan alle diplomatieke gevoeligheden en nuances kon worden tegemoetgekomen.
De Nederlandse regering zag af van de mogelijkheid om, in plaats van ordetekens, dasspelden en portretten in fraaie lijsten uit te reiken. Om de forse aderlating van de voorraad onderscheidingstekens in de Kanselarij van de Orde van de Nederlandse Leeuw weer aan te vullen bestelde men in 1891 13 grootkruisen en sterren en 26 commandeurskruisen met bijbehorende borstster. De onvoorziene uitgave van 4.760,-- (in 2012 zou dat 17.480 euro zijn geweest) maakte een begrotingswijziging noodzakelijk.
De leden van de Tweede Kamer toonden zich ongerust over de exclusiviteit van de Orde van de Nederlandse Leeuw en zij vroegen zich af wie ten tijde van de begrafenis waren benoemd. De Kamer kreeg inzage in de lijst van gedecoreerden. Volgens de rapporteurs werden bij de behandeling van het tweede hoofdstuk van de rijksbegroting voor het fiscale jaar 1891/1892 in februari 1891 drie verschillende stromingen in de Tweede Kamer opgemerkt:
- Kamerleden die de instelling van een "nieuwe" huisorde hadden bepleit.
- Kamerleden die de instelling van een nieuwe staatsorde (bij wet) voorstonden.
- Kamerleden die de Orde van de Nederlandse Leeuw met twee of drie extra graden wilden uitbreiden.

Het eerste standpunt was in de ogen van een aantal sprekers, maar ook in de ogen van minister van Financiën jhr. mr. K.A. Godin de Beaufort staatsrechtelijk niet zuiver. De bezwaren kwamen ten tijde van de instelling van de Huisorde van Oranje in 1900 weer uitgebreid aan de orde. De derde mogelijkheid was in 1883 door het kabinet-Heemskerk Azn. in een wetsvoorstel voorgelegd, maar toen hadden de Kamers daar niets van willen weten. In het daaropvolgende Kamerdebat aan de overzijde van het Binnenhof wezen de leden van de Eerste Kamer op de wenselijkheid van het instellen van een huisorde of een nieuwe staatsorde. Jhr. mr. J.B.A.J.M. Verheyen pleitte in het debat op 8 februari 1891 voor de instelling van een "Oranje-Orde". Door deze instelling zou de exclusiviteit van de Orde van de Nederlandse Leeuw bewaard blijven.
Bij het bezoek van de Duitse keizer Wilhelm II op 1 juli 1891 was er nog geen nieuwe decoratie beschikbaar en daarom werden voor jongere heren in het gevolg van de bezoekende vorst manchetknopen en dasspelden besteld. Zo kon het aantal onderscheidingen in de Orde van de Nederlandse Leeuw worden beperkt.
In een ingezonden brief in de NRC pleitte de secretaris van het Ethnografisch Museum, Mr. L. Serrurier, voor de instelling van een "Oranje-Nassau Orde". Hij dacht daarbij aan het belonen van giften en schenkingen aan musea en verzamelingen en ging in zijn debat voorbij aan de al bestaande, maar niet-draagbare, Museummedaille.

### Voorbereiding van het stichtingsbesluit
De regering was al gewonnen voor het idee van een nieuwe staatsorde met de in het internationale diplomatieke gebruik benodigde vijf graden. Het ontwerp van de eretekens werd door de indertijd voor kunst verantwoordelijke ambtenaar jhr. Victor de Stuers, de bij dergelijke kwesties steeds geraadpleegde referendaris voor Kunsten en Wetenschappen in het ministerie van Binnenlandse Zaken, overgelaten aan de architect Pierre Cuypers. De architect kwam met enige weinig geïnspireerde ontwerptekeningen. Terwijl in het buitenland onder invloed van de jugendstil fraaie en modieuze nieuwe sterren werden ingevoerd ontbrak aan het ontwerp voor wat het versiersel van de Orde van Oranje-Nassau zou worden iedere originaliteit. De kleurencombinatie nassaublauw, wit en oranje die in het email van de versierselen en het lint gevonden wordt, was al veel gebruikt bij Nederlandse onderscheidingen.
Het wetsvoorstel leek sterk op dat waarmee in 1815 de Orde van de Nederlandse Leeuw was ingevoerd. Men zag in eerste instantie af van een mogelijke lagere graad als Broeder en ook in medailles was niet voorzien terwijl de te vervangen Orde van de Eikenkroon wel drie medailles kent. De medailles waren weinig gebruikt en speelden in Nederland geen rol in het decoratiestelsel dat aan de verdiensten van lager geplaatsten en mensen die handarbeid verrichtten voorbij ging.
Het ontwerp bevatte geen zwaardbepaling. Op een onbekend moment werd de bepaling dat de Orde van Oranje-Nassau ook "met de Zwaarden" zou worden verleend schriftelijk in de marge van het voorstel toegevoegd.
De regering verdedigde de instelling met een verwijzing naar de sinds 1815 ontstane praktijk. Door reciprociteit en door de enorm veranderde decoratiestelsel waarin de behoefte aan onderscheidingen "oneindig veel zeldzamer dan thans" was geweest bestond duidelijk behoefte aan een nieuwe ridderorde met vijf graden. De late 19e eeuw beleefde de hoogconjunctuur van de ridderorden en ambtenaren, politici, militairen en diplomaten rekenden bij bijzondere gelegenheden en bij jubilea op een decoratie.
Er kwam ook steeds meer oog voor de verdiensten van de steeds machtiger wordende bourgeoisie. Dat een ambachtsman of arbeider in een ridderorde werd opgenomen was nog ondenkbaar maar de regeringen kregen steeds meer oog voor de verdiensten van de lager geplaatsten in de maatschappij en de noodzaak ook die verdiensten met medailles te kunnen belonen.
In die laatste behoefte voorzag het bij de Tweede Kamer ingediende Ontwerp van Wet op de Instelling van de Orde van Oranje-Nassau niet.

### Wetsontwerp in de Raad van State
Zoals in de Grondwet wordt voorgeschreven werd het ontwerp van wet door de Raad van State van een advies voorzien. Dit advies werd indertijd niet openbaar gemaakt maar sinds de archieven over de regering van koningin Wilhelmina zijn opengesteld weten we dat de Raad niet enthousiast was over de nieuwe tweede staatsorde. Graaf van Zuylen van Nijevelt was sceptisch en verklaarde dat hij geen behoefte aan een dergelijke orde zag. De staatsraden vonden de instelling bedenkelijk.
Zij wezen er op dat de nieuwe orde "door dezelfde ministers voor dezelfde verdiensten zou worden toegekend als de Orde van de Nederlandse Leeuw". Aan de criteria voor toekenning was "verdienste voor handel en nijverheid" toegevoegd maar het honoreren van verdiensten op dat vlak was in de Orde van de Nederlandse Leeuw vanaf het begin "niet uitgesloten" en de praktijk leerde dat de oudere staatsorde daar ook voor werd gebruikt. De naam beviel de staatsraden al evenmin. Dat de naam van het "aloud en roemruchtig vorstenhuis Oranje-Nassau" aan een orde van het tweede garnituur werd verbonden was in hun ogen misplaatst. Ook de beschrijving van de ordetekenen viel niet bij alle staatsraden in goede aarde. Een aantal staatsraden wenste een orde te zien die het "bevorderen van de volkswelvaart en het doen van uitvindingen" beloonde. De nieuwe orde moest volgens de Raad van State náást de Orde van de Nederlandse Leeuw staan en wanneer dat niet het geval was, dan was "Wilhelminaorde" een betere naam dan Orde van Oranje-Nassau, een naam die de dynastie met de nieuwe orde verbond.
De regering heeft naar aanleiding van het advies het ontwerp van wet en de voorbereide memorie van toelichting gewijzigd.
Bij een stemming over het advies staakten op 18 en op 25 augustus de stemmen. Na wat wijzigingen kon de Raad van State op 8 september tot een door de meerderheid gedragen advies komen.
Een niet door de Raad van State gesuggereerde wijziging was het instellen van medailles in goud, zilver en brons die met de orde zouden worden verbonden.

### Parlementaire geschiedenis
Een Wetsvoorstel de instelling van de Orde van Oranje-Nassau werd eind 1891 bij de Tweede Kamer ingediend. Wetsvoorstel en memorie waren door de ministerraad nog gewijzigd. Men had de opmerkingen van de Raad van State in de teksten verwerkt maar de regering vond het niet nodig om opnieuw advies in te winnen.
De instelling van een orde viel ook in de Staten-Generaal niet bijzonder goed. De sociaaldemocraten maakten bezwaar tegen orden als instituut en de zwaardbepaling stuitte op veel kritiek. De wet werd desondanks aangenomen. De stemverdeling was 52 tegen 48 stemmen in de Kamer die indertijd honderd leden telde. De Eerste Kamer ging in grote meerderheid akkoord. In de eerste jaren was de relatie tussen de Orde van de Nederlandse Leeuw en de Orde van Oranje-Nassau onduidelijk. Men kon het over de functionele verschillen niet eens worden.
De Tweede Kamer had veel bezwaren tegen de zwaardbepaling (zie hierna).
In de eerste jaren van de orde kwam het voor dat een Ridder in de Orde van de Nederlandse Leeuw na enige tijd ook met het officierskruis in de Orde van Oranje-Nassau werd gedecoreerd. Van een hiërarchie waarin de Orde van Oranje-Nassau lager zou staan dan de Orde van de Nederlandse Leeuw was geen sprake.
Uiteindelijk ontstond, in strijd met de bedoeling, een praktijk waarbij de Orde van de Nederlandse Leeuw "hoger" was dan de Orde van Oranje-Nassau. Men moest Officier in de Orde van Oranje-Nassau zijn om tot Ridder in de Orde van de Nederlandse Leeuw te worden benoemd. De ministers en Eerste en Tweede Kamerleden konden al snel op een "Leeuw" rekenen wanneer zij een ambtstermijn of twaalf jaren in de Kamer hadden volgemaakt.
De Kamers hebben al sinds de 19e eeuw geregeld over de ridderorden gediscussieerd en er is in 1963 ook een adviescommissie, de commissie-Houben geweest wier adviezen in een diepe la beland zijn. Van hervormingen kwam ondanks de bezwaren uit samenleving en politiek een eeuw lang niets terecht. De twee civiele orden waren verambtelijkt omdat vooral ambtelijke jubilea beloond werden, overdreven hiërarchisch, onvoldoende toegankelijk voor mensen die in het zakenleven verdienstelijk waren en slecht georganiseerd omdat het in de wet voorziene kapittel nooit was benoemd. De sociaaldemocraten vonden dat verdienstelijke arbeiders en werklieden systematisch werden achtergesteld.

### Zwaardbepaling
Tegen een zwaardbepaling werd in de Tweede Kamer veel bezwaar gemaakt. Dat men deze onderscheiding voor verdienste "met de Zwaarden" zou ontvangen terwijl de verdienste niet specifiek in oorlogstijd was betoond, werd door de Kamerleden niet begrepen.
De Raad van State heeft de zwaardbepaling tijdens de voorgeschreven advisering niet onder ogen gekregen. Nederland kende een dergelijk gebruik niet en het invoeren kan worden geweten aan de sterke Duitse en Pruisische invloeden in het Nederland van die tijd.
De bepaling over de kruisen, sterren en medailles met die met zwaarden werden versierd verdeelt de orde, in ieder geval in de ogen van d'Artillac Brill niet in twee klassen of afdelingen. Daarvan is in de wet immers geen sprake. Tijdens het Kamerdebat staken enige Kamerleden de draak met de zwaardbepaling door voor een "kruis met twee gekruiste pennen" voor schrijvers (een rang bij de overheid) te pleiten. Ondanks de versierselen met zwaarden wordt de Orde van Oranje-Nassau door in ieder geval J.A. van Zelm van Eldik niet tot de militaire orden gerekend. Hij ziet de orde als een algemene orde van verdienste. Hij wees erop dat de Orde van Oranje-Nassau niet zoals andere orden zoals de Orde van het Britse Rijk twee divisies of afdelingen kent. Sommige kruisen, sterren, plaques en Ere-medailles van de Orde van Oranje-Nassau dragen zwaarden en andere doen dat niet. De ene onderscheiding is daardoor ook niet hoger of voornamer dan de andere. Wanneer een persoon die als militair een ridderkruis "met de zwaarden" ontving na een loopbaan in het burgerbestaan wordt bevorderd dan ontvangt hij of zij een officierskruis met de gebruikelijke lauwerkrans. Het ridderkruis moet dan worden teruggestuurd want men draagt geen twee kruisen van de Orde van Oranje-Nassau. Van Zelm van Eldik noemt het gegroeide gebruik om in bijvoorbeeld overlijdensadvertenties te spreken van een "Ridder in de Orde van Oranje-Nassau met de Zwaarden" minder juist. Hij stelt dat de zwaarden een toevoeging aan het versiersel zijn en daarom niet of in ieder geval niet met een hoofdletter moeten worden vermeld.
Bij bevordering is er ook geen voorziening voor een kruis "Met Zwaarden aan de ring" zoals in Duitsland gebruikelijk was. Voor de Koninklijke Marine werd geen versiersel met ankers ingesteld en ook voor de veel later ingestelde luchtmacht was er geen versiersel met vleugels.
Ook de drie Eremedailles die oorspronkelijke verbonden waren aan de Orde van Oranje-Nassau werden met zwaarden uitgereikt. Deze medailles werden vooral aan onderofficieren uitgereikt omdat de officieren al snel gerechtigd werden geacht om ten minste een ridderkruis te ontvangen.

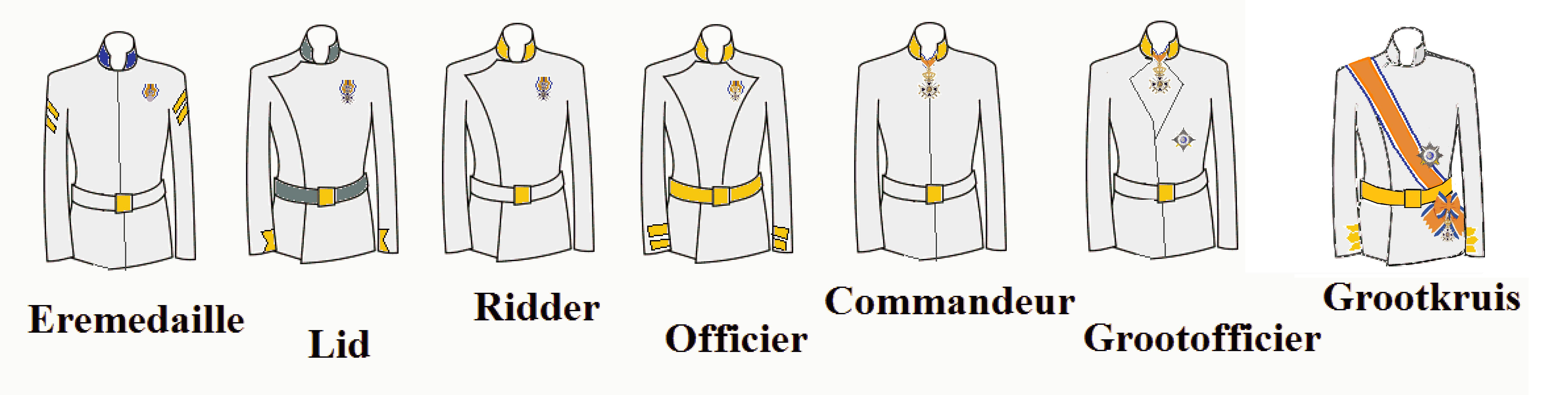
De voor Nederlandse militairen voorgeschreven draagwijze

### Versierselen tijdens de Tweede Wereldoorlog
De tijdens de Tweede Wereldoorlog voor de Nederlandse regering in ballingschap in Portugal vervaardigde versierselen wijken iets van de standaard van de Rijksmunt in Utrecht af. De Portugese plaque van een grootofficier is iets sierlijker van vorm dan de vrijwel rechthoekige Nederlandse plaque. De in opdracht van de Nederlandse regering door een bedrijf in Portugal vervaardigde versierselen waren overigens van slechte kwaliteit. Dat gold niet voor de door de bekende fabrikant van medailles en ordetekenen Spink&sons in Londen geslagen medailles (voor zover bekend alle "met de zwaarden") die opvallen door hun vakmanschap en hun iets grotere diameter.

### Zuivering na de Tweede Wereldoorlog
De wettelijke regeling die bij de instelling werd ingevoerd hield in dat wie tot een onherroepelijke gevangenisstraf werd veroordeeld niet langer waardig werd bevonden om een ridder in de Orde van Oranje-Nassau te zijn. Dit hield in dat deze regeling niet gold voor de dragers van de Ere-medailles.
Uitgangspunt was de vooroorlogse regeling die al in Londen met passages was uitgebreid. Men zou de zuiverheid en de eer van de Orde van Oranje-Nassau herstellen. In principe stelde men aan de hogere graden in de orde op het gebied van trouw, integriteit en vaderlandsliefde hogere eisen dan aan de ridders.
De rechters hebben tijdens de bijzondere rechtspleging na de oorlog in Nederland en in de koloniën ruim 13.750 personen wegens delicten zoals landverraad of hulp aan de vijand veroordeeld. Het ging om bestuurders die de nationaalsocialistische beginselen onderschreven, economische collaborateurs, mensenjagers, mishandelaars, moordenaars, de NSB-top, politiefunctionarissen, propagandisten, verraders en wapendragers waarmee in de eerste plaats de Nederlanders die dienst in de Waffen-SS namen worden bedoeld. Bij een veroordeling werden zij automatisch geroyeerd als ridder.
Van de geboden mogelijkheid tot het royeren van inmiddels overledenen is geen gebruik gemaakt. Ook buitenlanders werden, vooral om praktische en diplomatieke redenen, niet geroyeerd. Zij waren ook moeilijk op te sporen en een aantal ambassades werkte aan de zuivering van de orde niet mee.
Toch bleven er nog veel min of meer "foute" Nederlanders over. Om diegenen die niet waardig waren om een Nederlandse ridderorde te dragen werden de drie orden gezuiverd door speciale tribunalen die uit ridders in de desbetreffende orde bestonden.
De zuivering van de Orde van Oranje-Nassau betekende dat na rijp beraad en een gelegenheid tot verweer honderd ridders van verschillende rangen uit de orde werden gezet. Deze ontzetting was geen straf, al werd ze wel zo gevoeld, er was geen beroep mogelijk. Om het niet erger te maken dan het al was werden de ontzettingen onopvallend in de Staatscourant gepubliceerd. De pers maakte van de ontzettingen, met name van die van oud-premier De Geer, veel werk. Er werd over gediscussieerd en er verschenen ingezonden brieven over deze kwesties.

### Eremedailles verbonden aan de Orde van Oranje-Nassau
Oorspronkelijk waren er eremedailles verbonden aan de Orde van Oranje-Nassau, in brons, zilver en goud.

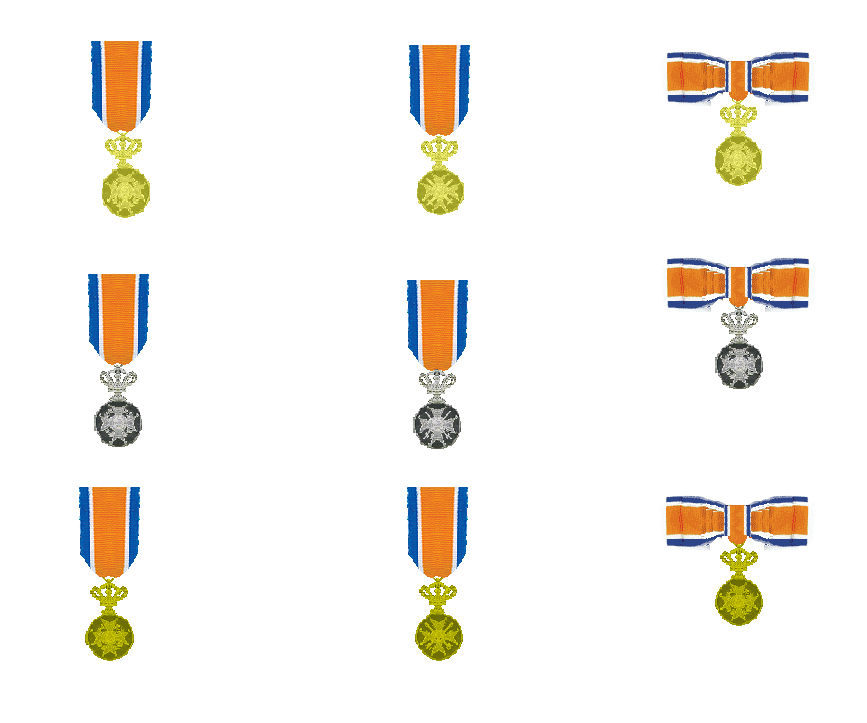
De afgeschafte eremedailles, met en zonder de zwaarden

De medailles hadden een diameter van 27 millimeter en hingen aan een kroon. Op de voorzijde stond het het versiersel van de orde. Aan de keerzijde stond een 'W' met het randschrift "God zij met ons".
De praktijk van het uitreiken van de drie Eremedailles heeft steeds veel misverstanden en vaak ook verontwaardiging opgeleverd. De regering heeft steeds staande gehouden dat de werkkring en het belang van die werkkring bepaalde of men een ridderkruis of een zilveren medaille zou ontvangen. De gouden Ere-medaille was blijkens de officiële correspondentie een hoge onderscheiding die voor bijzondere prestaties werd toegekend. Een jubileum zonder dat van bijzondere verdienste sprake was, zou een zilveren ere-medaille opleveren.
De achtergrond van de problemen was het onvermogen van de Haagse bureaucratie om de waarde van de maatschappelijke verdienste van personen die geen militaire rang of ambtelijke schaal bekleden, in te schatten. Bij de ambtenaren en militairen maakten de rangen en schalen het decoratiebeleid overzichtelijk. Bij burgers was het inschatten van positie en verantwoordelijkheid veel lastiger. De ambtenarij had weinig oog of waardering voor de zakenwereld.
Dat leidde ertoe dat men bij voordrachten in sommige gevallen ook het jaarsalaris van de beoogde decorandus vermeldde. Zo moest duidelijk worden gemaakt hoe belangrijk iemand in het bedrijf was. Een directeur mocht op basis van zijn functieomschrijving rekenen op een ridderkruis, maar een procuratiehouder, met name bij een groot bedrijf in feite vaak een directiefunctie, kwam niet automatisch voor deze rang in aanmerking. Toen in Amsterdam een lid van de vooraanstaande familie Boissevain na het langdurig vervullen van een ondergeschikte functie voor een koninklijke onderscheiding werd voorgedragen, werd hij, omdat hij "een Boissevain" was, toch geridderd.
Burgemeesters, gouverneurs en commissarissen der koningin hebben veel met de Haagse bureaus gecorrespondeerd om misverstanden over de rang, het maatschappelijk aanzien van decorandussen toe te lichten. Soms begreep de Haagse ambtenarij de verhoudingen niet en het is voorgekomen dat boze en teleurgestelde jubilarissen hun feest bedorven zagen door een teleurstellend lage onderscheiding in de vorm van een Ere-medaille. Soms werd het aanstootgevende lintje met het diploma en een brief vol bittere woorden retour gezonden aan de koningin. Het is ook voorgekomen dat in de pers afkeurende commentaren op een onderscheiding met een Ere-medaille verschenen.
Behalve bij de procuratiehouders waren er vaak problemen met het op juiste waarde schatten van de verdiensten en de maatschappelijke positie (ook al deed die er zogenaamd niet toe) van vroedvrouwen en (hoofd)verpleegsters. De eerste professionele hoofdverpleegsters waren soms dames uit aanzienlijke families. Men kon hun met het oog op hun familie geen ere-medaille geven. De vroedvrouwen deden zwaar en zeer verantwoordelijk werk, maar de Haagse ambtenaren vonden het moeilijk denkbaar om hun, net als een arts, een ridderkruis te verlenen.
Dat een gouden Eremedaille in een dergelijk geval een met het ridderkruis in de Orde van Oranje-Nassau gelijkwaardige en bijzondere onderscheiding was werd door de regering benadrukt maar het werd in de maatschappij anders beleefd. Dat kwam doordat de regering en de verantwoordelijke ambtenaren met twee maten hebben gemeten. Een verdienstelijk officier in het leger kon na 1900 bij decoratie op een ridderkruis (met de zwaarden) rekenen en een sergeant met veel dienstjaren kreeg standaard een Eremedaille (met de zwaarden) in goud.
De verhouding op de bureaus van de overheid waren langs dezelfde strekke lijnen getrokken. Zo is te verklaren dat de burgerij een ere-medaille, ook die in goud, als een mindere onderscheiding is gaan zien.
De bron van de problemen met de Ere-medailles is geweest dat de ministeries een puntenstelsel hadden ingevoerd. Dat puntenstelsel, ieder ministerie beschikte over een op voorhand vastgesteld aantal punten, was als volgt:
- Ridder in de Orde van de Nederlandse Leeuw; 3 punten
- Officier in de Orde van Oranje-Nassau; 2 punten
- Ridder in de Orde van Oranje-Nassau; 1 punt

De eremedailles waren "puntenvrij".
Dit puntenstelsel werkte in de hand dat de ambtenarij in de selectie voor meerdere "puntenvrije" gouden medailles koos om op deze wijze meer kruisen in de eigen ambtelijke kring te kunnen uitreiken. Sommige ministeries (Financiën en Buitenlandse Zaken) hadden om organisatorische of protocollaire redenen meer officiers- en ridderkruisen nodig dan andere ministeries.
De dragers van de Eremedaille werden niet opgenomen in de Orde. Ook dat werd als een vorm van achterstelling gevoeld. Sinds 1996 worden de Eremedailles niet meer uitgereikt en zijn deze vervangen door een rang als "lid".

### Hervorming van 1996 en de nieuwe graad van "Lid"

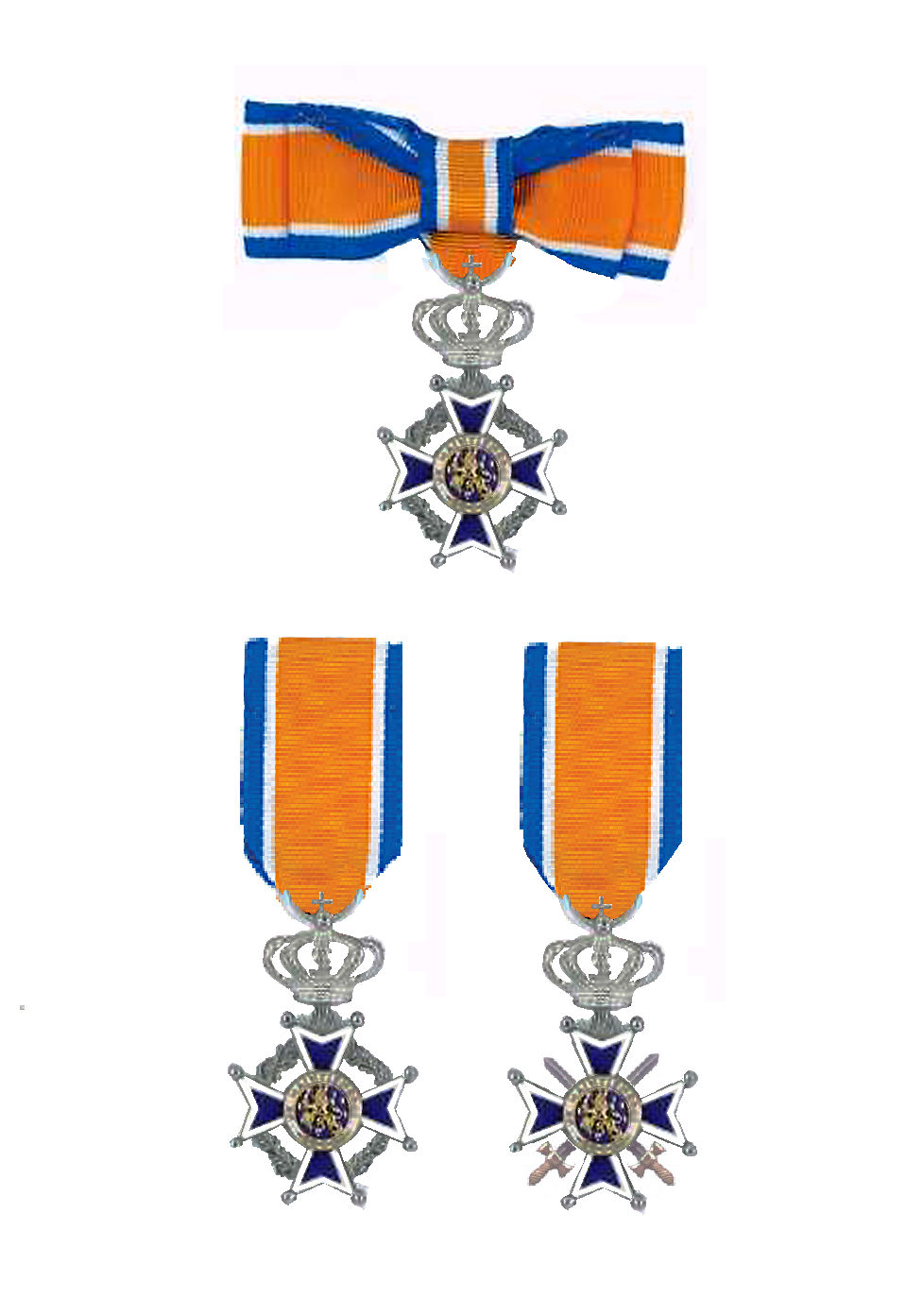
Lid met en zonder de zwaarden

Pas in 1996 kwam er een democratisering, nog voorbereid door minister van Binnenlandse Zaken Ien Dales. Tot 1996 bestond de orde uit vijf graden en waren er aan de orde Eremedailles in goud, zilver en brons verbonden. De onderscheidingen werden gedurende de twintigste eeuw vaak automatisch verleend aan mensen in bepaalde beroepen. Daar werd een einde aan gemaakt en mensen worden alleen ridder als ze een bijzondere bijdrage leveren aan de maatschappij.
Sedert de lintjesregen van 1996 bestaat de orde uit zes graden en worden de eremedailles niet meer uitgereikt. Daarvoor in de plaats kwam het 'lidmaatschap' in de Orde van Oranje-Nassau.
Over de hervorming is tientallen jaren gestreden. Uiteindelijk werd voor een compromis gekozen waarin het decoratiestelsel minder door - vooral ambtelijke - dienstjaren en niet door sociale verschillen werd gedomineerd. Bij de nieuwe klasse van Ridder der VIe Klasse of Lid in de Orde van Oranje-Nassau was de regering zeer duidelijk in haar opvatting dat deze gedecoreerden deel uit gingen maken van de Orde van Oranje-Nassau. Suggesties van Kamerleden om in plaats van een lidmaatschap in het vervolg een kruis uit te reiken werd door de ministers van de hand gewezen. Dergelijke amendementen vonden onvoldoende steun in de Tweede Kamer.
Ook de term "Lid" stuitte op bezwaren. De regering wees alternatieven van de hand omdat men beslist wilde benadrukken dat ook de dragers van de VIe Klasse lid van de Orde van Oranje-Nassau zijn.
In 2012 golden volgens de Kanselarij der Nederlandse Orden de volgende maatstaven:
- Bij de Ridder Grootkruis wordt alleen opgemerkt dat deze graad weinig wordt uitgereikt.
- Bij de Grootofficier stelt de Kanselarij dat een benoeming "soms plaatsvindt bij bevordering in de Orde van Oranje-Nassau". De decorandus moet dan eerst Commandeur zijn geweest.
- Bij de Commandeur vermeldt de Kanselarij dat "slechts enkele personen worden benoemd in deze graad, bijvoorbeeld voor bijzondere verdiensten met een mondiale uitstraling".
- Bij de benoeming tot Officier vermeldt de Kanselarij dat "bedrijfsmatige en maatschappelijke verdiensten op internationaal niveau een rol spelen".
- Bij de Ridder in de Orde van Oranje-Nassau noemt de Kanselarij "sporters met Olympische successen" als voorbeeld van een reden om iemand in deze graad te benoemen. Vóór 2012 werden succesvolle olympische atleten vaak tot Ridder in de Orde van de Nederlandse Leeuw benoemd.
- Bij de VIe graad, de Ridder der VIe Klasse of Lid in de Orde van Oranje-Nassau, is volgens de Kanselarij sprake van decoratie op basis van vrijwillige verdiensten. In 2019 werden 4458 personen op deze manier onderscheiden.[13] In 2020 werden er bij de lintjesregen 2646 mensen op deze manier onderscheiden.[14]

## Verhouding tussen de Orde van Oranje-Nassau en de Orde van de Nederlandse Leeuw

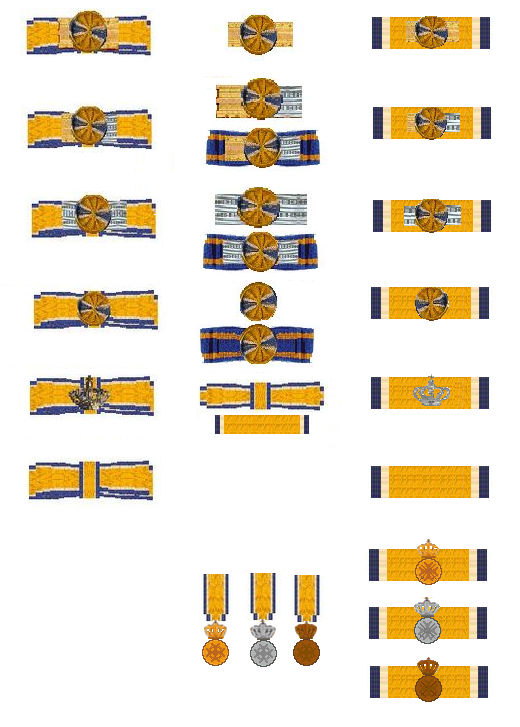
V.l.n.r.: de voorgeschreven knoopsgatversieringen, de oude "lintjes" met de veelgebruikte combinaties van de twee civiele orden en de batons. De kleine medailles aan een kort lintje werden door de dragers van de medailles op de revers gedragen.

Volgens de geldende wetgeving strekt de Orde van de Nederlandse Leeuw tot onderscheiding van personen wegens bijzondere verdiensten van zeer exceptionele aard jegens de samenleving. Die toevoeging "zeer exceptionele aard" ontbreekt in de tekst voor de Orde van Oranje Nassau.
De regering benadrukte ten tijde van de instelling dat de Orde van de Nederlandse Leeuw en de Orde van Oranje-Nassau gelijkwaardig waren. Omdat de maatschappelijke verdiensten waarvoor de orden waren bestemd niet werden gedefinieerd of gescheiden ontstond hierover verwarring. In het eerste decennium van haar bestaan werden de officierskruisen van de Orde van Oranje-Nassau soms toegekend aan iemand die al Ridder in de Orde van de Nederlandse Leeuw was. Ook bij ridderkruisen kwam dat voor, éérst de Orde van de Nederlandse Leeuw, dan die van de Orde van Oranje-Nassau.
Koningin-regentes Emma bepaalde na enige onenigheid over voordrachten van luitenants-ter-zee die voor het ridderkruis van de Orde van de Nederlandse Leeuw werden voorgedragen dat zij het ridderkruis van de Orde van de Nederlandse Leeuw in het vervolg gereserveerd wenste te zien voor vlagofficieren (Schouten bij Nacht en admiraals) van de Koninklijke Marine en opperofficieren (generaals) van de Landmacht.
In de daaropvolgende jaren werd al snel aangenomen dat Ridder in de Orde van de Nederlandse Leeuw "hoger" was dan Officier of Ridder in de Orde van Oranje-Nassau. De Orde van Oranje-Nassau als geheel werd als lager in rang en minder prestigieus gezien dan de Nederlandse Leeuw. De gemakkelijk herkenbare blauw met gouden strikjes werden vanaf dat moment gezien op de revers van het establishment. Oud bewindslieden, hoogleraren, burgemeesters van de grootste steden, geneesheren-directeur, bestuurders van multinationals, hoge ambtenaren en magistraten en een enkele kunstenaar die bij de regering in de gratie was droegen de Orde van de Nederlandse Leeuw.
Het met succes voordragen van een schrijver kostte zoveel moeite en overredingskracht dat Louis Couperus ooit verzuchtte: "De volgende keer dat ik iemand een Leeuw wil bezorgen ga ik er zelf een schieten". Ook Louis Couperus' eigen onderscheiding had in 1923 veel voeten in de aarde.
Het grootkruis werd vaak verleend. Het werd bij staatsbezoeken aan ministers en personen van een vergelijkbare rang, die de titel "Excellentie" dragen, verleend. Ook de familieleden van een bevriende koning of koningin werden vaak Ridder-Grootkruis in de Orde van Oranje-Nassau. Onder deze Ridders-Grootkruis vindt men koning Charles, koning Filip van België en de kinderen van de Spaanse en Scandinavische vorsten.
Ambassadeurs die langer dan een jaar in 's-Gravenhage waren geaccrediteerd ontvangen altijd het grootkruis op voorwaarde van reciprociteit; dat houdt in het protocol in dat hún land de scheidende Nederlandse ambassadeur ook zal onderscheiden. Zo kan het voorkomen dat iemand die enkele jaren in Nederland ambassadeur is geweest deze buitengewoon hoge onderscheiding ontvangt die voor Nederlanders slechts in zeer uitzonderlijke gevallen is weggelegd. Aan de toekenning aan ambassadeurs wordt weinig ruchtbaarheid gegeven.
Terwijl het commandeurskruis van de Orde van de Nederlandse Leeuw altijd een zeldzame onderscheiding is geweest werden er relatief veel grootofficieren en commandeurs in de Orde van Oranje-Nassau benoemd. Op staatsbezoeken was het de passende onderscheiding voor staatssecretarissen en bijvoorbeeld generaals-majoor. Ook burgemeesters van grote, tijdens het staatsbezoek bezochte steden werden vaak grootofficier.
In de eerste jaren van het bestaan van de Orde van Oranje-Nassau kwam het nog geregeld voor dat een Ridder in de Orde van de Nederlandse Leeuw werd bevorderd tot Commandeur in die orde zonder Officier of Commandeur in de Orde van Oranje-Nassau te zijn geweest. Later kwam dat vrijwel niet meer voor.
De rang van commandeur in de Orde van Oranje-Nassau werd en wordt tijdens staatsbezoeken aan het hogere kader van bestuur en krijgsmacht uitgereikt.
Het is gebruikelijk om (honorair) consuls bij jubilea tot Officier in de Orde van Oranje-Nassau te benoemen.

## Dragers van de Orde van Oranje-Nassau
De Orde van Oranje-Nassau was sinds de stichting de belangrijkste, want meest verleende, Nederlandse ridderorde. Toch heeft van de Nederlandse koninginnen alleen koningin Emma de ster en het lint ooit gedragen. Er zijn geen officiële portretten van de regerende koninginnen Wilhelmina, Juliana en Beatrix, zij waren of zijn alle drie ambtshalve Grootmeesteres van de Orde van Oranje-Nassau, met ster of lint bekend. Koningin Emma droeg als regentes de versierselen van de Nederlandse orden maar zelf bezat ze deze orden niet. Na haar troonsbestijging heeft koningin Wilhelmina haar moeder tot Ridder Grootkruis in de Orde van de Nederlandse Leeuw en de Orde van Oranje-Nassau benoemd. Na koningin Emma werd geen van de leden van de koninklijke familie in de Orde van Oranje-Nassau opgenomen.
In 1945 werden veel hogere onderscheidingen in deze orde uitgereikt aan geallieerde militairen en bestuurders. De regering bracht op deze wijze haar dank voor de vele diensten in de periode van bezetting en ballingschap en de dank aan de geallieerde militairen tot uitdrukking.
Het aantal benoemingen in de orde is sinds de instelling steeds blijven stijgen tot in 1971 een record van benoemingen werd opgetekend. Dat hing samen met de vele direct na de bevrijding ingestelde verenigingen en opgerichte bedrijven en de vele daarmee samenhangende jubilea.
De hervorming van het decoratiestelsel heeft voor een scherpe daling gezorgd. Royaal en inhoudelijk niet gefundeerd is de toekenning van zeer hoge onderscheidingen nog steeds aan buitenlanders bij staatsbezoeken en aan vertrekkende ambassadeurs.
Volgens de in 2025 geldende regeling krijgen veel politici een onderscheiding in de orde van Oranje-Nassau vrijwel automatisch. Dat geldt bijvoorbeeld voor kamerleden die minstens tien jaar zitting hebben gehad, raadsleden die ten minste twaalf jaren zitting hebben gehad, ministers en staatssecretarissen die hun ambt ten minste een jaar hebben bekleed.

### Gedecoreerden

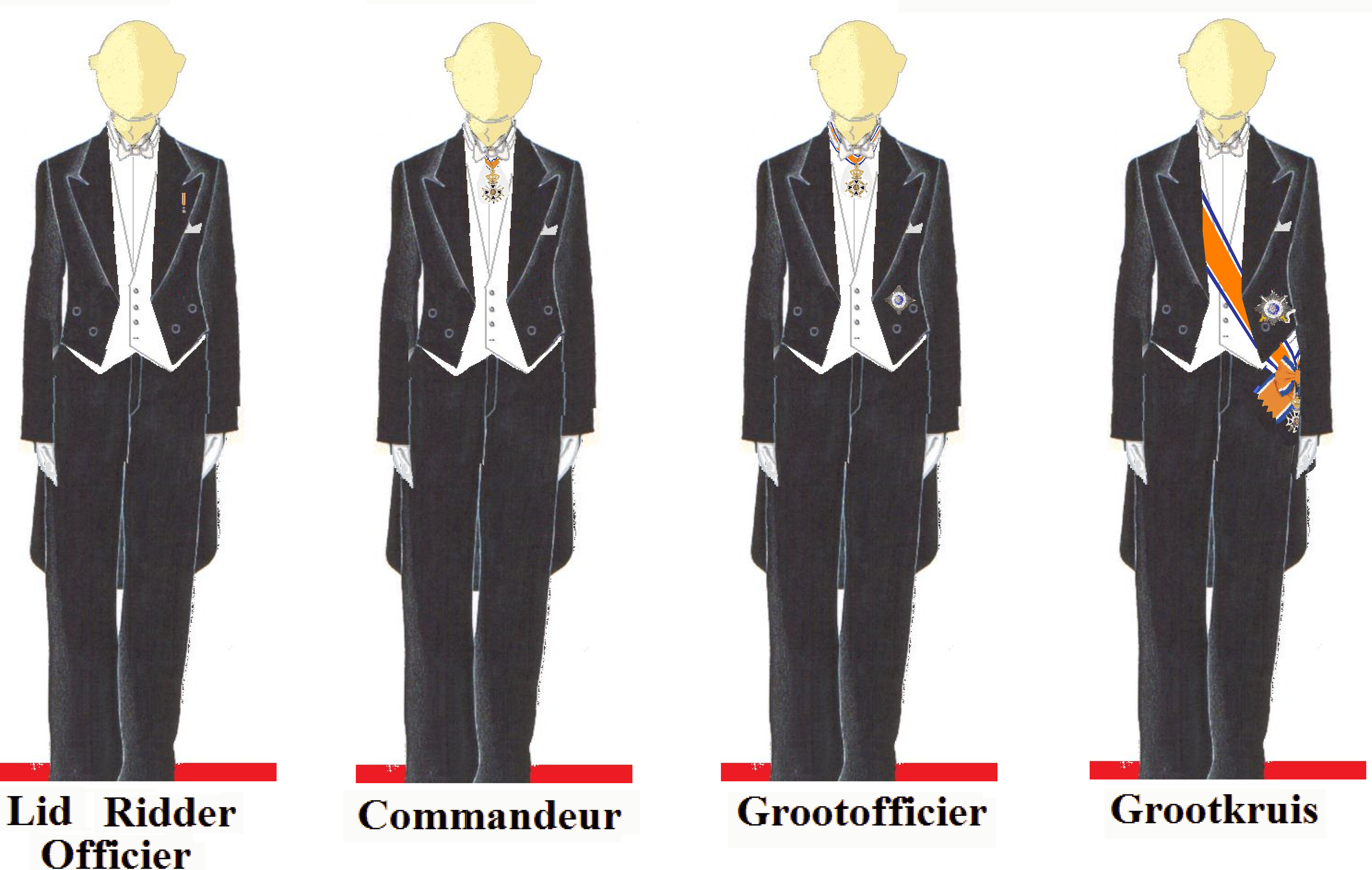
De gebruikelijke draagwijze bij een rokkostuum

Voor lijsten van in de Nederlandstalige Wikipedia opgenomen gedecoreerden in de orde zie:
- Ridder grootkruis in de Orde van Oranje-Nassau
- Grootofficier in de Orde van Oranje-Nassau
- Commandeur in de Orde van Oranje-Nassau
- Officier in de Orde van Oranje-Nassau
- Ridder in de Orde van Oranje-Nassau
- Lid in de Orde van Oranje-Nassau
- Eremedaille, verbonden aan de Orde van Oranje-Nassau